# 利宰讷河
利宰讷河（法語：Lizaine，法語發音：[lizɛn]）是法国勃艮第-弗朗什-孔泰大区杜省、上索恩省与贝尔福地区省的河流，是阿朗河（阿莱讷河）的右支流，长30.92千米，发源自埃韦特-萨尔贝，于蒙贝利亚尔流入阿朗河。